# WebkollegNRW
Das WebkollegNRW war ein am 1. April 2003 gegründetes Online-Portal, um E-Learning-, Blended-Learning- und mobile Weiterbildungen zu vermitteln. Es enthielt etwa 25 kostenfreie und 2000 kostenpflichtige Weiterbildungsangebote. Sie enthielten Elemente des Lernens mit neuen Medien und war ein Nachfolger des bekannten Telekollegs. Im Auftrag des Ministeriums für Arbeit, Integration und Soziales des Landes Nordrhein-Westfalen beriet das Webkolleg Organisationen, Unternehmen und Privatpersonen zu E-Learning- und Blended-Learning-Weiterbildungen.

## Geschichte
Die Geschäftsstelle des Webkollegs mit Sitz in Düsseldorf nahm am 1. April 2003 ihre Arbeit auf. Online ging das Portal nach Abschluss der Konzeptionsphase am 1. April 2004. Unterstützt und beraten wurde das vom Land NRW getragene Webkolleg von einem Lenkungskreis und einem Fachbeirat.
Das Webkolleg war ein Vorhaben des Ministeriums für Wirtschaft und Arbeit des Landes NRW in Zusammenarbeit mit dem Deutschen Gewerkschaftsbund Bezirk Nordrhein-Westfalen, der Landesrektorenkonferenz der Fachhochschulen in Nordrhein-Westfalen, dem Landesverband der Volkshochschulen von NRW, der Landesvereinigung der Arbeitgeberverbände Nordrhein-Westfalen, dem Städtetag Nordrhein-Westfalen, dem Westdeutschen Handwerkskammertag und dem Westdeutschen Rundfunk. Jeder Träger des Webkollegs entsandte einen Vertreter in den Lenkungskreis des Webkollegs, der das Webkolleg in strategischen Fragen steuerte.
Seit dem 1. Januar 2006 wird das Webkolleg von der Zentralstelle für die Weiterbildung im Handwerk (ZWH) betrieben. Ebenfalls seit dem Jahr 2006 ist das Webkolleg Mitglied im Deutschen Netzwerk der E-Learning-Akteure (D-ELAN) e. V.
Seit 2011 bietet das Webkolleg die Weiterbildungen zum TeleTutor, TeleAutor und TeleManager an. Durch dieses Angebot ist das Webkolleg selbst zum Weiterbildungsanbieter geworden.
Seit 2012 führt das Webkolleg Workshops für ausländische Delegationen im Themenfeld Berufliche Weiterbildung und E-Learning durch. Bisher haben Delegationen aus Ägypten, Bahrain, China, Mosambik, der Slowakei, Spanien und der Türkei diese Workshops genutzt.
Seit 2012 ist die ZWH mit dem Webkolleg Mitglied im Bitkom. Seit 2012 bietet die ZWH mit dem Webkolleg die Ausbildung zum Mediator im Handwerk an.

## Aufbau
Das Webkolleg hatte vier Bereiche:
1. Bildungs-Beratung,
2. Vermittlung und Durchführung von Weiterbildungsangeboten,
3. Betreuung von Weiterbildungsportalen und
4. Entwicklung von kundenspezifischen Lernprogrammen.

Im ersten Bereich bot das Webkolleg Unternehmen, Organisationen und Privatpersonen eine Beratung zu den Weiterbildungen, die einen Anteil an E-Learning haben. Diese Beratung wurde hauptsächlich per E-Mail und per Telefon durchgeführt. Bei umfangreichen Beratungen von Unternehmen und Organisationen fand die Beratung persönlich statt.
Der erste Schwerpunkt der Weiterbildungen lag auf den Online-Medien. Das Webkolleg bot in diesem Schwerpunkt folgende Weiterbildungen als offene Weiterbildungen und als kundenspezifische Inhouse-Weiterbildungen an.
Ab 2011 bot das Webkolleg auch Weiterbildungen für mobile Endgeräte an.
Der zweite Schwerpunkt lag auf der Durchführung von Trainings und Workshops für Seminargruppen aus China, Indien, Mosambik und Nigeria. Inhalte der Trainings und Workshops waren Methodik und Didaktik sowie Managementtraining.
Die Geschäftsstelle des Webkollegs war für den Betrieb und die Vermarktung des Portals, für die Öffentlichkeitsarbeit, für den Vertrieb und für die Qualitätssicherung der Angebote zuständig.
Im dritten Bereich betreute das Webkolleg den Betrieb von Weiterbildungsportalen. Ab März 2011 betreute das Webkolleg mit dem Label der ZWH das Online-Portal „Bildungsinitiative Handwerk“.
Im vierten Bereich entwickelte das Webkolleg kundenspezifische Lernprogramme, die in erster Linie als Online-Lernprogramme konzipiert wurden. In diesem Bereich entwickelte das Webkolleg ab dem Jahr 2007 Online-Lernprogramme für die Akademie des Innenministeriums, für die Landes-Gewerbeförderungsstelle des nordrhein-westfälischen Handwerks, für die Studienkreis GmbH und für Schulen ans Netz.

## Abschlüsse
Viele Weiterbildungen des Webkollegs bereiteten auf externe Abschlüsse vor:
- Staatliche und öffentlich-rechtliche Abschlüsse: Hierzu gehörten Schulabschlüsse, Handwerkskammer-Abschlüsse, Deutsche-Industrie-und-Handelskammer-Abschlüsse, staatliche Techniker- sowie Betriebswirtschaftsprüfungen und Prüfungen vor dem TÜV Rheinland.
- Abschlüsse von Kooperationspartnern, Institutionen und Akademien, z. B. SAP-Zertifikate, Zertifikat der Carl von Ossietzky Universität Oldenburg und dem eQuality am Institut für Erziehungswissenschaft AP der Universität Zürich.

## Methodik und Didaktik
In den Weiterbildungen im Webkolleg wurden unterschiedliche Lernmethoden eingesetzt. Bei den meisten Weiterbildungen wurde die Lernmethode Blended-Learning verwendet. Diese Lernmethode umfasste Präsenzphasen, Online-Phasen mit dem Einsatz von Lernplattformen, Online-Lernbausteinen und Online-Konferenzen sowie eine tutorielle Begleitung durch ausgebildete Tutorinnen und Tutoren.
Alle Weiterbildungen des Webkollegs wurden unter didaktischen Gesichtspunkten handlungsorientiert durchgeführt.

## Statistik
Sowohl Privatpersonen als auch Organisationen und Unternehmen nutzten das Webkolleg, um Weiterbildungen zu finden und zu buchen, pro Tag waren es über 2.600 von über 70 Anbietern. Seit April 2004 hatte das Webkolleg über 88.000 Kurseinheiten an Privatpersonen, Organisationen und Unternehmen vermittelt.